# Motteville
Motteville ist eine französische Gemeinde mit 768 Einwohnern (Stand: 1. Januar 2022) im Département Seine-Maritime in der Region Normandie. Die Gemeinde gehört zum Arrondissement Rouen und zum Kanton Yvetot. Die Einwohner werden Mottevillais und Mottevillaises genannt.

## Geografie
Motteville liegt im Zentrum des Départements, etwa 27 Kilometer nordwestlich von Rouen. Nachbargemeinden von Motteville sind Grémonville im Norden und Nordwesten, Criquetot-sur-Ouville im Norden, Saint-Martin-aux-Arbres im Nordosten, Auzouville-l’Esneval im Osten, Mesnil-Panneville im Süden und Südosten, Croix-Mare im Süden und Südwesten sowie Flamanville im Westen.

## Bevölkerungsentwicklung

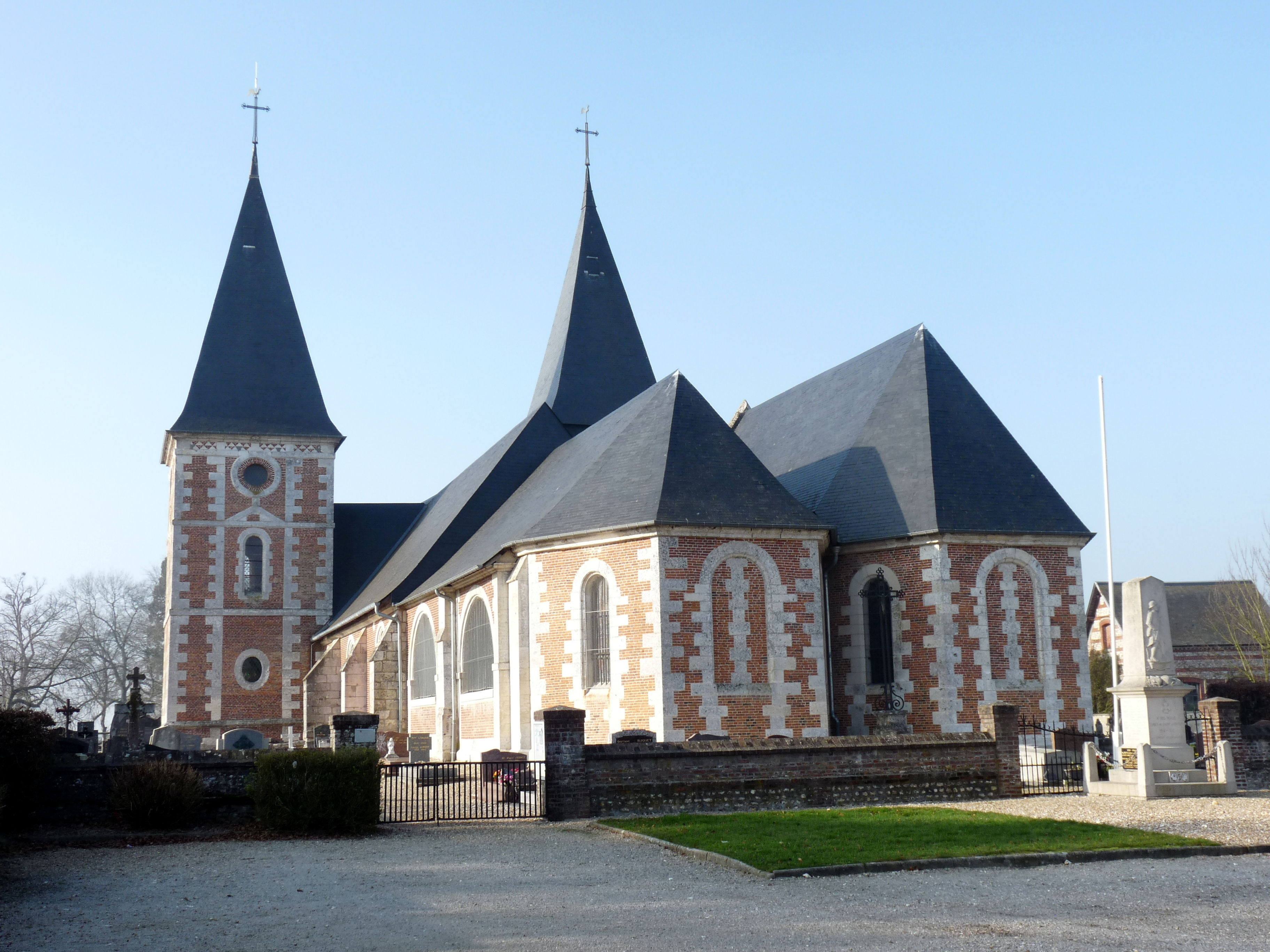
Pfarrkirche Saint-Michel

| Jahr                       | 1962 | 1968 | 1975 | 1982 | 1990 | 1999 | 2006 | 2013 | 2020 |
| Einwohner                  | 553  | 604  | 620  | 666  | 706  | 730  | 719  | 789  | 767  |
| Quellen: Cassini und INSEE |      |      |      |      |      |      |      |      |      |

## Sehenswürdigkeiten
- Der Chor aus dem 13. Jahrhundert der Pfarrkirche Saint-Michel wurde in den Jahren 1616–1621 für Nicolas Langlois, Sieur de Motteville, in den Umbau einbezogen, um dort ein Kanonikerkollegium zu beherbergen. Die Marienkapelle wurde um 1681 angebaut. Strukturierter Backsteinbau mit farblich abgesetzten Ecksteinen und Kalksteinbändern. Das Westportal hat einen gemeißelten Sturz, der auf kannelierten Pilastern ruht. Die Kirche ist seit 1926 als Monument historique eingeschrieben.
- Das Schloss Motteville, ehemalig mit Park, Nebengebäuden, Taubenschlag, Orangerie und Eishaus stammte aus dem 17. Jahrhundert. Es fiel 1975 einem Brand zum Opfer und stürzte 2004 ein. Nur die Orangerie konnte gerettet und restauriert werden.[1][2]
- Das Herrenhaus des Belles im Ortszentrum wurde in der zweiten Hälfte des 16. Jahrhunderts mit Befestigungsfunktionen errichtet, was zahlreiche Schießscharten für Kanonen bezeugen.
- Das Herrenhaus, genannt „Ferme du Bois Guilbert“ im Weiler La Motte hat seinen Ursprung in einer Turmhügelburg, vermutlich aus dem 11. Jahrhundert. In der Einfriedung befindet sich das umgestaltete Wohnhaus aus dem 18. Jahrhundert, Nebengebäude, ein Taubenschlag, Brunnen und der ursprüngliche Erdhügel.
- Das Herrenhaus, genannt „Ferme de Beaulieu“ im Weiler Le Beaulieu stammt in seiner stark umgebauten Form aus dem 16. Jahrhundert.
- Basis der Wehrmacht zum Abschuss von V1-Raketen

## Persönlichkeiten
- Françoise de Motteville (1615–1689), französische Schriftstellerin
- Charles Le Bègue de Germiny (1799–1871), französischer Politiker, Finanzminister (1851), gestorben im Schloss Motteville